# Élections régionales de 2024 en Thuringe
Les élections régionales de 2024 en Thuringe (en allemand : Landtagswahl in Thüringen 2024) se tiennent le 1er septembre 2024, afin d'élire les 88 députés de la 8e législature du Landtag, pour un mandat de cinq ans.
En remportant la majorité relative, l'Alternative pour l'Allemagne signe la première victoire de l'extrême droite en Allemagne depuis la fin de la Seconde Guerre mondiale.

## Contexte
Au cours des élections régionales du 27 octobre 2019, Die Linke arrive en tête avec un peu plus de 30 % des voix, tirant profit de la popularité du ministre-président Bodo Ramelow, premier et seul chef d'un exécutif régional issu de la gauche radicale. Elle devance ainsi l'Alternative pour l'Allemagne (AfD) de Björn Höcke, qui double son score de 2014 et confirme son ancrage dans l'ancienne Allemagne de l'Est. La coalition rouge-rouge-verte à laquelle participe le Parti social-démocrate d'Allemagne (SPD) et l'Alliance 90/Les Verts (Grünen) perd sa majorité absolue, et Ramelow sous-entend être prêt à constituer un gouvernement minoritaire.
Lors de la séance d'investiture du 5 février 2020, le président du groupe parlementaire du Parti libéral-démocrate (FDP) Thomas Kemmerich est élu ministre-président au troisième tour de scrutin par 45 voix favorables, soit une de plus que Bodo Ramelow. Cette élection génère un « tremblement de terre » politique puisque Kemmerich l'emporte avec les voix de l'AfD, devenant le premier chef de gouvernement allemand depuis 1945 à accéder au pouvoir avec les voix de l'extrême droite.
Dès le lendemain, le chef de l'exécutif régional renonce à gouverner, annonce sa démission et appelle à la tenue de nouvelles élections régionales. Le 21 février, la Linke, l'Union chrétienne-démocrate d'Allemagne, le SPD et les Grünen concluent un accord qui prévoit la tenue de nouvelles élections régionales le 25 avril 2021.
Une nouvelle séance d'investiture convoquée le 4 mars voit la réélection de Bodo Ramelow au troisième tour de scrutin par 42 voix pour, 23 voix contre et 20 abstentions, les libéraux n'ayant pas pris part au vote. Le nouveau ministre-président constitue ensuite son second gouvernement de coalition rouge-rouge-verte entre la gauche radicale, les sociaux-démocrates et les écologistes.
Le 14 janvier 2021, en raison de l'évolution de la pandémie de Covid-19, les trois partis de la coalition gouvernementale et l'opposition chrétienne-démocrate s'entendent pour reporter la tenue du scrutin au 26 septembre, le même jour que les élections fédérales. Cette perspective est cependant écartée en juillet 2021, en raison de la défection de deux parlementaires de la CDU opposés à la dissolution et de l'opposition des Grünen à un tel scenario, ce qui permet au gouvernement minoritaire de se maintenir au pouvoir.

## Mode de scrutin
Le Landtag est constitué de 88 députés (en allemand : Mitglied des Landtags, abrégé MdL), élus pour une législature de cinq ans au suffrage universel direct et suivant le scrutin proportionnel de Hare/Niemayer.
Chaque électeur dispose de deux voix : la première (Wahlkreisstimme) lui permet de voter pour un candidat de sa circonscription selon les modalités du scrutin uninominal majoritaire à un tour, le Land comptant un total de 44 circonscriptions ; la seconde voix (Landesstimme) lui permet de voter en faveur d'une liste de candidats présentée par un parti au niveau du Land.
Lors du dépouillement, l'intégralité des 88 sièges est répartie proportionnellement aux secondes voix entre les partis ayant remporté au moins 5 % des suffrages exprimés au niveau du Land. Si un parti a remporté des mandats au scrutin uninominal, ses sièges sont d'abord pourvus par ceux-ci.
Dans le cas où un parti obtient plus de mandats au scrutin uninominal que la proportionnelle ne lui en attribue, il conserve ces mandats supplémentaires et la taille du Landtag est augmentée par des mandats complémentaires distribués aux autres partis pour rétablir une composition proportionnelle aux secondes voix.

## Campagne

### Pour 2021
À la suite de l'annonce du prochain retrait de son président Wolfgang Tiefensee, le comité directeur du Parti social-démocrate d'Allemagne (SPD) propose le 15 juin 2020 d'investir comme président régional et chef de file électoral le ministre de l'Intérieur du gouvernement régional Georg Maier (de). Cette suggestion est ratifiée environ trois mois plus tard, au cours d'un congrès réuni le 26 septembre à Bad Blankenburg, par 82,7 % des voix pour la présidence du SPD de Thuringe et par acclamation concernant sa candidature électorale.
Le 17 novembre 2020, le comité directeur régional de l'Union chrétienne-démocrate d'Allemagne (CDU) désigne le président du groupe parlementaire au Landtag Mario Voigt, présenté comme le principal artisan de l'accord entre son parti et le gouvernement minoritaire de gauche qui garantit à ce dernier une majorité sur les sujets importants, comme candidat à la direction du gouvernement du Land. Ce choix doit encore fait l'objet d'une ratification par un congrès chrétien-démocrate.
L'éphémère ministre-président Thomas Kemmerich fait savoir le 10 décembre 2020 qu'il ne souhaite pas être de nouveau le chef de file du Parti libéral-démocrate (FDP) à l'occasion des élections anticipées. Il précise que sa formation désignera son candidat une fois le Landtag dissous.
La ministre de l'Environnement du gouvernement régional Anja Siegesmund (de) est investie le 1er mars 2021 en qualité de cheffe de file par le comité directeur de l'Alliance 90/Les Verts (Grünen). À cette occasion, l'exécutif du parti propose de renoncer au principe du binôme de candidats et de désigner une tête de liste unique. Cette évolution ainsi que cette candidature doivent être confirmés dans un second temps par une conférence des délégués régionaux écologistes.

### Pour 2024
Lors d'un meeting tenu le 30 août 2024 à Erfurt, la présidente de l'Alliance Sahra Wagenknecht - Pour la raison et la justice, Sahra Wagenknecht, est aspergée de peinture rouge.

### Principaux partis
| Parti | Parti | Positionnement                                                                                              | Chef de file                                       | Résultat en 2019           |
| ----- | --- | --- | -------------------------------------------------- | -------------------------- |
|       | Die Linke La Gauche                                                                                                  | Extrême gauche à gauche Socialisme démocratique, anticapitalisme, populisme                                 |                                                    | 31,0 % des voix 29 députés |
|       | Alternative pour l'Allemagne Alternative für Deutschland                                                             | Droite à extrême droite Euroscepticisme, national-conservatisme, populisme                                  |                                                    | 23,4 % des voix 22 députés |
|       | Union chrétienne-démocrate d'Allemagne Christlich Demokratische Union Deutschlands                                   | Centre droit Démocratie chrétienne, libéral-conservatisme                                                   | Mario Voigt                                        | 21,8 % des voix 21 députés |
|       | Parti social-démocrate d'Allemagne Sozialdemokratische Partei Deutschlands                                           | Centre gauche Social-démocratie, troisième voie, progressisme                                               | Georg Maier (de) (Ministre de l'Intérieur)         | 8,2 % des voix 8 députés   |
|       | Alliance 90/Les Verts Bündnis 90/Die Grünen                                                                          | Centre gauche Écologie politique, progressisme                                                              | Anja Siegesmund (de) (Ministre de l'Environnement) | 5,2 % des voix 5 députés   |
|       | Parti libéral-démocrate Freie Demokratische Partei                                                                   | Centre droit à droite Libéralisme, libéralisme économique                                                   |                                                    | 5,0 % des voix 5 députés   |
|       | Alliance Sahra Wagenknecht - Pour la raison et la justice Bündnis Sahra Wagenknecht - Für Vernunft und Gerechtigkeit | Gauche radicale ou Attrape-tout Nationalisme, populisme et conservatisme de gauche, socialisme démocratique |                                                    | Nouveau                    |

### Sondages

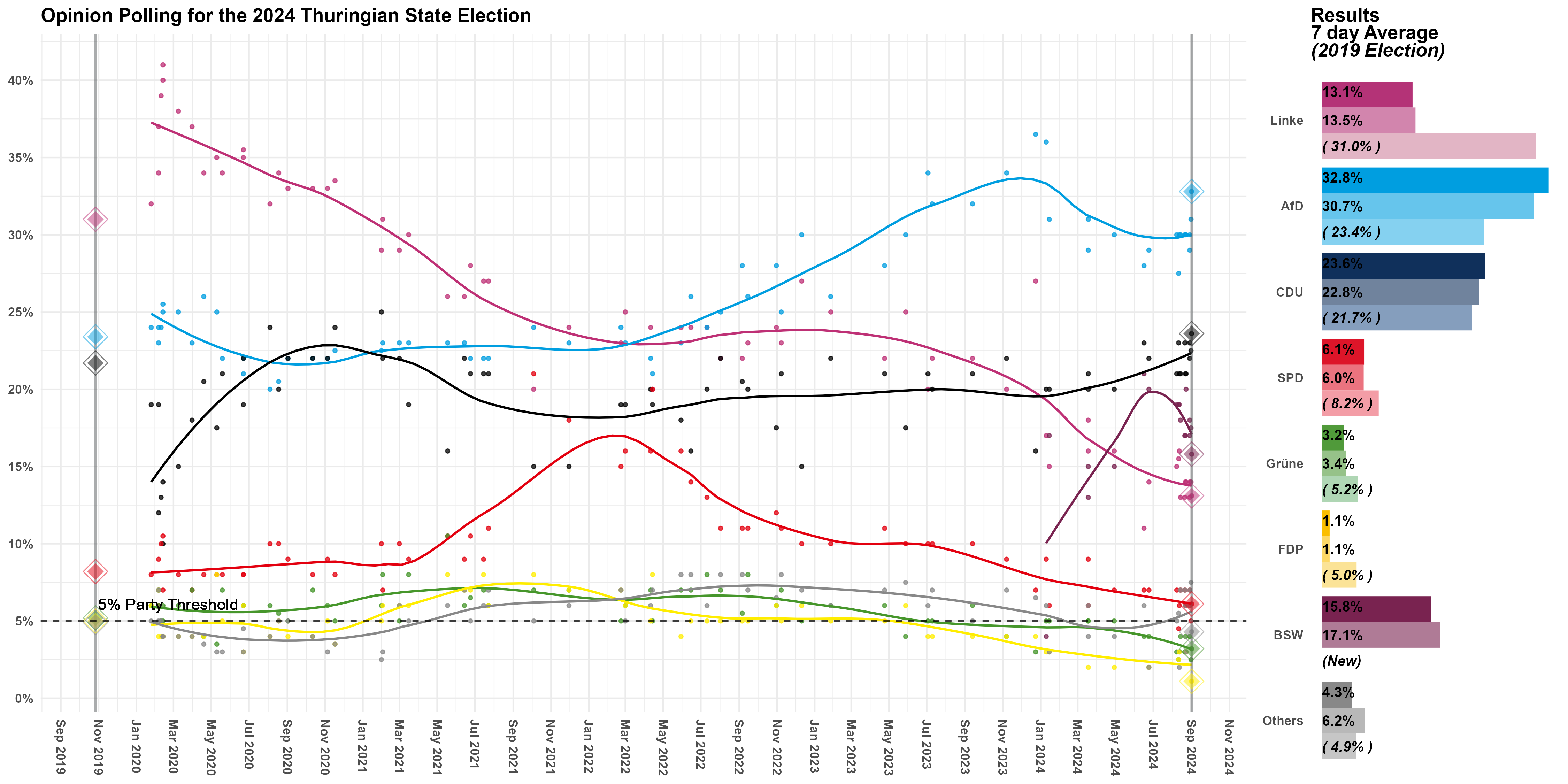
Moyenne des sondages depuis les précédentes élections.

| Institut                | Date       | CDU    | SPD   | Grünen | FDP   | Linke  | AfD    | BSW  |
| ----------------------- | ---------- | ------ | ----- | ------ | ----- | ------ | ------ | ---- |
| Institut                | Date       |        |       |        |       |        |        |      |
| Forsa                   | 30/08/2024 | 22 %   | 7 %   | 4 %    | –     | 14 %   | 30 %   | 17 % |
| Forschungsgruppe Wahlen | 29/08/2024 | 23 %   | 6 %   | 4 %    | –     | 13 %   | 29 %   | 18 % |
| INSA                    | 24/08/2024 | 21 %   | 6 %   | 3 %    | 3 %   | 14 %   | 30 %   | 20 % |
| Forschungsgruppe Wahlen | 23/08/2024 | 23 %   | 6 %   | 4 %    | –     | 14 %   | 30 %   | 17 % |
| Infratest dimap         | 22/08/2024 | 23 %   | 7 %   | 3 %    | –     | 13 %   | 30 %   | 17 % |
| Forsa                   | 20/08/2024 | 21 %   | 7 %   | 4 %    | –     | 13 %   | 30 %   | 18 % |
| INSA                    | 13/08/2024 | 21 %   | 6 %   | 3 %    | 3 %   | 16 %   | 30 %   | 19 % |
| Forschungsgruppe Wahlen | 09/08/2024 | 21 %   | 7 %   | 3 %    | –     | 15 %   | 30 %   | 19 % |
| INSA                    | 26/06/2024 | 22 %   | 7 %   | 4 %    | 2 %   | 14 %   | 29 %   | 20 % |
| Infratest dimap         | 18/06/2024 | 23 %   | 7 %   | 4 %    | –     | 11 %   | 28 %   | 21 % |
| INSA                    | 01/05/2024 | 20 %   | 7 %   | 5 %    | 2 %   | 16 %   | 30 %   | 16 % |
| Infratest dimap         | 19/03/2024 | 20 %   | 9 %   | 5 %    | –     | 16 %   | 29 %   | 15 % |
| INSA                    | 17/01/2024 | 20 %   | 6 %   | 5 %    | 3 %   | 15 %   | 31 %   | 17 % |
| Forsa                   | 11/01/2024 | 20 %   | 9 %   | 5 %    | 3 %   | 17 %   | 36 %   | 4 %  |
| INSA                    | 09/11/2023 | 22 %   | 9 %   | 4 %    | 4 %   | 20 %   | 34 %   | –    |
| INSA                    | 16/09/2023 | 21 %   | 10 %  | 6 %    | 4 %   | 22 %   | 32 %   | –    |
| INSA                    | 13/07/2023 | 20 %   | 10 %  | 5 %    | 4 %   | 22 %   | 32 %   | –    |
| Infratest dimap         | 05/07/2023 | 21 %   | 10 %  | 5 %    | 4 %   | 20 %   | 34 %   | –    |
| INSA                    | 26/04/2023 | 21 %   | 11 %  | 6 %    | 5 %   | 22 %   | 28 %   | –    |
| INSA                    | 01/02/2023 | 22 %   | 10 %  | 6 %    | 5 %   | 25 %   | 26 %   | –    |
| INSA                    | 10/11/2022 | 21 %   | 11 %  | 7 %    | 5 %   | 23 %   | 25 %   | –    |
| INSA                    | 21/09/2022 | 20 %   | 11 %  | 8 %    | 5 %   | 23 %   | 26 %   | –    |
| Infratest dimap         | 04/08/2022 | 22 %   | 11 %  | 7 %    | 5 %   | 22 %   | 25 %   | –    |
| INSA                    | 13/07/2022 | 20 %   | 13 %  | 8 %    | 5 %   | 24 %   | 24 %   | –    |
| INSA                    | 16/04/2022 | 20 %   | 16 %  | 7 %    | 5 %   | 24 %   | 22 %   | –    |
| INSA                    | 09/03/2022 | 19 %   | 16 %  | 6 %    | 6 %   | 25 %   | 23 %   | –    |
| Infratest dimap         | 24/02/2022 | 19 %   | 15 %  | 5 %    | 7 %   | 23 %   | 24 %   | –    |
| INSA                    | 02/12/2021 | 15 %   | 18 %  | 7 %    | 7 %   | 24 %   | 23 %   | –    |
| INSA                    | 04/10/2021 | 15 %   | 21 %  | 7 %    | 8 %   | 20 %   | 24 %   | –    |
| Infratest dimap         | 27/07/2021 | 21 %   | 11 %  | 6 %    | 6 %   | 27 %   | 22 %   | –    |
| INSA                    | 16/07/2021 | 21 %   | 9 %   | 7 %    | 8 %   | 27 %   | 22 %   | –    |
| INSA                    | 17/06/2021 | 22 %   | 9 %   | 6 %    | 7 %   | 26 %   | 23 %   | –    |
| INSA                    | 18/03/2021 | 19 %   | 9 %   | 8 %    | 6 %   | 30 %   | 23 %   | –    |
| Infratest dimap         | 02/03/2021 | 22 %   | 10 %  | 5 %    | 6 %   | 29 %   | 23 %   | –    |
| INSA                    | 04/02/2021 | 22 %   | 7 %   | 8 %    | 6 %   | 31 %   | 23 %   | –    |
| INSA                    | 06/11/2020 | 22 %   | 9 %   | 6 %    | 5 %   | 33 %   | 22 %   | –    |
| INSA                    | 15/10/2020 | 22 %   | 8 %   | 7 %    | 4 %   | 33 %   | 22 %   | –    |
| INSA                    | 04/09/2020 | 22 %   | 9 %   | 5 %    | 4 %   | 33 %   | 22 %   | –    |
| Infratest dimap         | 06/08/2020 | 24 %   | 10 %  | 6 %    | 4 %   | 32 %   | 20 %   | –    |
| INSA                    | 30/07/2020 | 22 %   | 9 %   | 6 %    | 4 %   | 35 %   | 21 %   | –    |
| INSA                    | 25/06/2020 | 22 %   | 9 %   | 6 %    | 3 %   | 35 %   | 22 %   | –    |
| INSA                    | 21/05/2020 | 21 %   | 8 %   | 7 %    | 5 %   | 34 %   | 22 %   | –    |
| INSA                    | 02/04/2020 | 18 %   | 7 %   | 7 %    | 4 %   | 37 %   | 23 %   | –    |
| INSA                    | 12/03/2020 | 15 %   | 8 %   | 6 %    | 4 %   | 38 %   | 25 %   | –    |
| INSA                    | 14/02/2020 | 14 %   | 7 %   | 6 %    | 4 %   | 40 %   | 25 %   | –    |
| Infratest dimap         | 10/02/2020 | 13 %   | 10 %  | 5 %    | 4 %   | 39 %   | 24 %   | –    |
| Forsa                   | 07/02/2020 | 12 %   | 9 %   | 7 %    | 4 %   | 37 %   | 24 %   | –    |
| INSA                    | 06/02/2020 | 19 %   | 6 %   | 6 %    | 7 %   | 34 %   | 23 %   | –    |
| Infratest dimap         | 28/01/2020 | 19 %   | 8 %   | 6 %    | 6 %   | 32 %   | 24 %   | –    |
| Élections               | 27/10/2019 | 21,8 % | 8,2 % | 5,2 %  | 5,0 % | 31,0 % | 23,4 % | –    |

## Résultats

### Voix et sièges
|                          |                                                                 |                                                                 |                  |                  |                  |                  |           |       |       |        |              |               |  |  |
| Partis                   | Partis                                                          | Partis                                                          | Circonscriptions | Circonscriptions | Circonscriptions | Circonscriptions | Liste     | Liste | Liste | Liste  | Total sièges | +/-           |  |  |
| Partis                   | Partis                                                          | Partis                                                          | Votes            | %                | Sièges           | +/-              | Votes     | %     | +/-   | Sièges | Total sièges | +/-           |  |  |
|                          | Alternative pour l'Allemagne (AfD)                              | Alternative pour l'Allemagne (AfD)                              | 408 011          | 34,33            | 29               | 18               | 396 704   | 32,84 | 9,44  | 3      | 32           | 10            |  |  |
|                          | Union chrétienne-démocrate d'Allemagne (CDU)                    | Union chrétienne-démocrate d'Allemagne (CDU)                    | 397 927          | 33,48            | 11               | 10               | 285 141   | 23,61 | 1,86  | 12     | 23           | 2             |  |  |
|                          | Alliance Sahra Wagenknecht - Pour la raison et la justice (BSW) | Alliance Sahra Wagenknecht - Pour la raison et la justice (BSW) | 28 478           | 2,40             | 0                | en stagnation    | 190 448   | 15,77 | Nv    | 15     | 15           | 15            |  |  |
|                          | Die Linke (Linke)                                               | Die Linke (Linke)                                               | 180 207          | 15,16            | 4                | 7                | 157 641   | 13,05 | 17,97 | 8      | 12           | 17            |  |  |
|                          | Parti social-démocrate d'Allemagne (SPD)                        | Parti social-démocrate d'Allemagne (SPD)                        | 92 510           | 7,78             | 0                | 1                | 73 088    | 6,05  | 2,16  | 6      | 6            | 2             |  |  |
|                          | Alliance 90/Les Verts (Grünen)                                  | Alliance 90/Les Verts (Grünen)                                  | 19 092           | 1,61             | 0                | en stagnation    | 38 289    | 3,17  | 2,02  | 0      | 0            | 5             |  |  |
|                          | Électeurs libres (FW)                                           | Électeurs libres (FW)                                           | 33 405           | 2,81             | 0                | en stagnation    | 15 371    | 1,27  | Nv    | 0      | 0            | en stagnation |  |  |
|                          | Parti libéral-démocrate (FDP)                                   | Parti libéral-démocrate (FDP)                                   | 18 706           | 1,57             | 0                | en stagnation    | 13 582    | 1,12  | 3,89  | 0      | 0            | 5             |  |  |
|                          | Parti d'action pour le bien-être animal (TIERSCHUTZ hier!)      | Parti d'action pour le bien-être animal (TIERSCHUTZ hier!)      |                  |                  |                  |                  | 12 113    | 1,00  | 0,07  | 0      | 0            | en stagnation |  |  |
|                          | Union des valeurs (WU)                                          | Union des valeurs (WU)                                          | 4 192            | 0,35             | 0                | en stagnation    | 6 780     | 0,56  | Nv    | 0      | 0            | en stagnation |  |  |
|                          | Autres                                                          | Autres                                                          | 5 958            | 0,50             | 0                | –                | 18 679    | 1,55  | –     | 0      | 0            | –             |  |  |
|                          |                                                                 |                                                                 |                  |                  |                  |                  |           |       |       |        |              |               |  |  |
| Votes valides            | Votes valides                                                   | Votes valides                                                   | 1 188 486        | 97,56            |                  |                  | 1 207 836 | 99,15 |       |        |              |               |  |  |
| Votes blancs et nuls     | Votes blancs et nuls                                            | Votes blancs et nuls                                            | 29 704           | 2,44             | 10 354           | 0,85             |           |       |       |        |              |               |  |  |
| Total                    | Total                                                           | Total                                                           | 1 218 190        | 100              | 44               | en stagnation    | 1 218 190 | 100   | –     | 44     | 88           | 2             |  |  |
| Abstentions              | Abstentions                                                     | Abstentions                                                     | 437 153          | 26,41            |                  |                  | 437 153   | 26,41 |       |        |              |               |  |  |
| Inscrits / participation | Inscrits / participation                                        | Inscrits / participation                                        | 1 655 343        | 73,59            | 1 655 343        | 73,59            |           |       |       |        |              |               |  |  |

### Analyse
En arrivant en tête du scrutin en Thuringe, l'Alternative pour l'Allemagne devient le premier parti d'extrême droite à remporter une élection en Allemagne depuis la fin de la Seconde Guerre mondiale.

### Conséquences

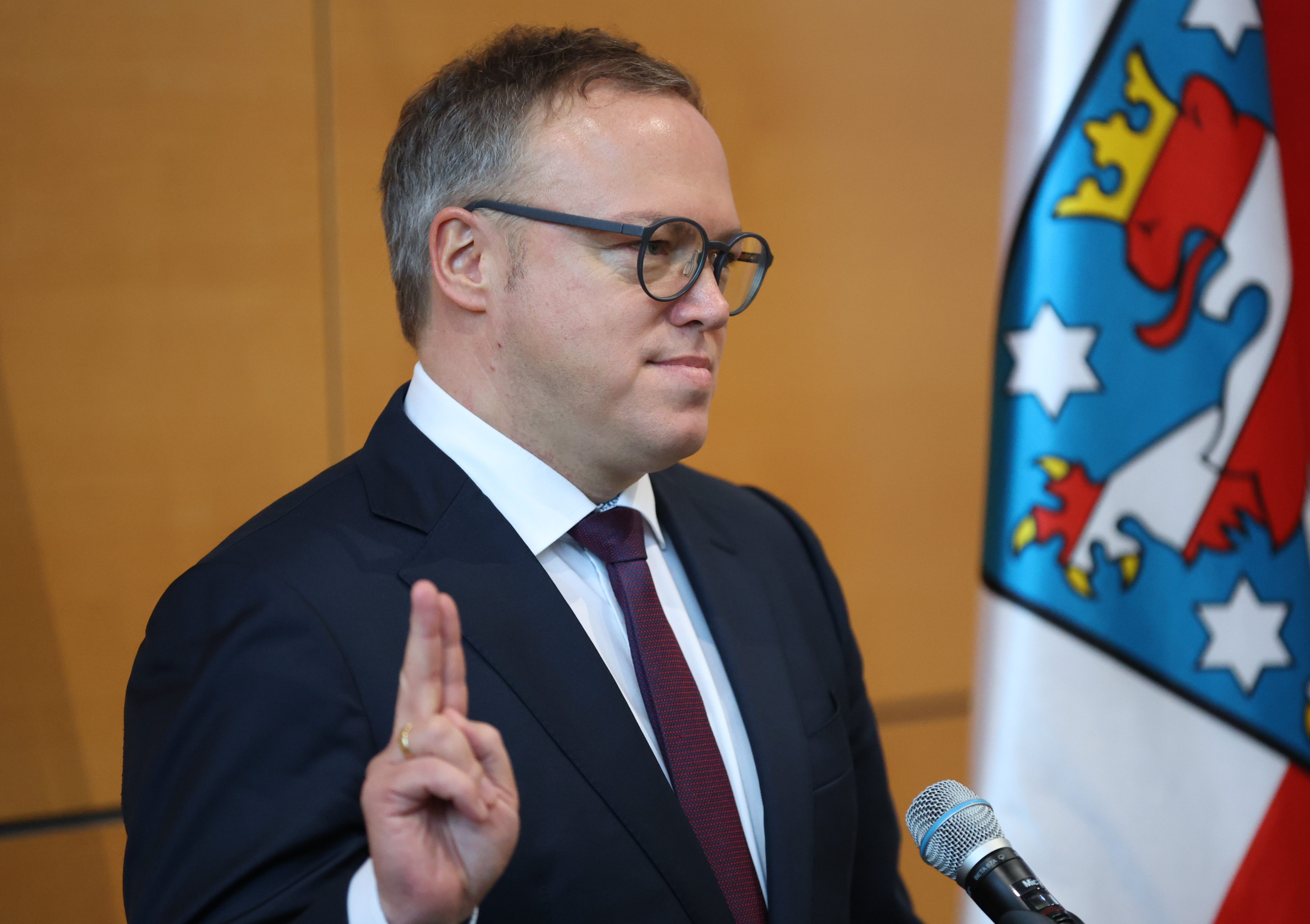
Mario Voigt est élu à la tête d'un gouvernement CDU-BSW-SPD minoritaire.

Aussi bien le chef de file de l'AfD Björn Höcke que celui de la CDU Mario Voigt revendiquent de former le prochain gouvernement, et le ministre-président sortant Bodo Ramelow indique qu'il apporte son soutien à Mario Voigt.
Le 30 septembre, l'Union chrétienne-démocrate, l'Alliance Sahra Wagenknecht et le Parti social-démocrate entreprennent des discussions exploratoires pour envisager de constituer une coalition « de la mûre » (en référence à leurs couleurs noir, pourpre et rouge), qui ne dispose pas d'une majorité absolue avec 44 députés sur 88. Les trois partis annoncent le 29 octobre que leurs entretiens ont été fructueux et qu'ils vont désormais entamer des négociations de coalition. Le contrat de coalition est présenté le 22 novembre suivant puis ratifié le 30 novembre par la conférence des délégués de la CDU par 37 voix sur 38, le 7 décembre par le congrès de la BSW par 76 voix sur 104 et le 9 décembre par les militants du SPD à 68 % des suffrages exprimés.
Manquant d'une voix pour gouverner seule, la coalition propose le 10 décembre à Die Linke une entente pour la traiter comme une « opposition constructive » en l'impliquant dans les discussions budgétaires et législatives ainsi qu'en instaurant des entretiens mensuels. Mario Voigt présente cette configuration comme un « format 3+1 ». En dépit du souhait exprimé par Die Linke, les trois partis ne lui remettent pas de proposition d'accord écrit, du fait d'une règle interne à la CDU qui lui interdit en principe de collaborer avec Die Linke.
Mario Voigt est élu ministre-président le 12 décembre par 51 voix favorables grâce au renfort d'une partie des députés de Die Linke. Il forme son gouvernement de neuf ministres, dont deux vice-ministres-présidents, le lendemain.